# Генин, Яков Григорьевич
Яков Григорьевич Генин (01.09.1918, Москва — 04.11.1966, там же) — советский инженер, специалист в области радиолокации, лауреат Ленинской премии (1959).
Окончил МАИ (1944). Старший инженер Московского радиотехнического завода № 339 МАП (1944—1945), преподаватель Московского индустриального техникума (1945—1946).
С 1946 г. работал в НИИ-10 (Морской НИИ радиоэлектроники «Альтаир»): старший инженер, ведущий инженер, зам. начальника лаборатории № 5.
Участвовал в создании РЛС «Ангара» и её испытаниях на кораблях ВМФ. Руководил разработкой подсистемы целеуказания. Главный конструктор РЛС МР-310 «Ангара-А» (1961—1966).
Лауреат Ленинской премии (1959) в составе коллектива: С. Н. Литков, Я. Г. Генин, Е. А. Титов, В. А. Спирин. Награждён медалями.
Похоронен на Ваганьковском кладбище (15 участок).